# Drussyla Costa
Drussyla Andressa Félix Costa (João Pessoa, 1 de julho de 1996) é uma voleibolista de praia e de quadra brasileira. Representou o seu país nas categorias júnior e juvenil nos "Campeonatos Mundiais" e no "Circuito Sul-Americano de Voleibol de Praia. Ela fez parte da equipe brasileira que conquistou o título da primeira edição do Campeonato Sul-Americano Sub-16, sendo também escolhida como MVP da competição.

## Carreira

### Voleibolindoor
Começou jogando nas categorias de base do Fluminense e após o Campeonato Carioca de Voleibol Feminino de 2013 se transferiu para a equipe da Unilever.
Drussyla foi convocada para fazer parte do elenco brasileiro que disputou o Campeonato Sul-Americano de Voleibol Feminino Sub-16 em 2011 em Canelones, Uruguai, na qual o Brasil conquistou o ouro e ela foi escolhida como MVP do torneio.
Em 2015 atuou pelo “Rexona-Ades/RJ” na conquistao título do Campeonato Sul-Americano de Clubes, sediado em Osasco, no Brasil e disputou o Campeonato Mundial de Clubes referente a este ano, vestia a camisa 17, a equipe encerrou na quarta posição. Ainda em 2015 sagrou-se também campeã da primeira edição da Supercopa Brasileira em 2015, sediada em Itapetininga. Atuou novamente pelo “Rexona-Ades/RJ”  nas competições do período esportivo de 2015-16 e conquistou o título do Campeão Carioca de 2015, da mesma forma que obteve o titulo da Supercopa Brasileira
No ano de 2016 representou o “Rexona-Ades/RJ”  na edição do Campeonato Sul-Americano de Clubes em La Plata, Argentina e disputou o Campeonato Mundial de Clubes de 2016 em Manila, Filipinas, edição que finalizou na quinta posição. Ainda em 2016 representou nesse mesmo clube na conquista do vice-campeonato no Campeonato Carioca conquistou o bicampeonato da Supercopa do Brasil em Uberlândia.
Após fazer uma fase final impressionante da Superliga 2016-17 pelo Rexona-Sesc/RJ, a atleta foi convocada para a Seleção Brasileira principal pela primeira vez em 2017. Neste ano conquistou o título do Montreux Volley Masters. Conquistou mais um título da Copa Brasil em 2017, sediada em Campinas o tetracampeonato de sua carreira do Campeonato Sul-Americano de Clubes de 2017, em Uberlândia, Brasil e o vice-campeonato na edição do Campeonato Mundial de Clubes em Kobe, Japãɔ.
Renovou com o Rexona-Sesc/RJ para a jornada esportiva de 2017-18 e sagrou-se campeã  da Supercopa Brasil de 2017 e também do Campeonato Carioca de 2017 e vice-campeã da edição do Campeonato Sul-Americano de Clubes de 2018 sendo premiada como a segunda melhor ponteira do campeonato.

## Clubes
| Clube                      | De        | A         |
| -------------------------- | --------- | --------- |
| Rio de Janeiro Vôlei Clube | 2013-2014 | 2020-2021 |
| Sesi Vôlei Bauru           | 2021-2022 | ...       |

### Voleibol de praia
Drussyla começou representando o Brasil no Circuito Sul-Americano, no Bolivian Open da Copa Continental de 2012. O time brasileiro conquistou o ouro, entretanto, nenhuma dupla brasileira se classificou para o Qualifying Olímpico porque o Brasil já tinha atingido o número máximo de duplas para as Olimpíadas.
Drussyla participou em 2012 dos Campeonatos Mundiais de Voleibol de Praia Júnior e Juvenil. Ela fez dupla com Eduarda Santos no juvenil, ficando na sexta colocação, e na categoria júnior conquistou a medalha de prata.

## Títulos e resultados
- Campeonato Mundial de Clubes: 2015[5]
- Superliga Brasileira Aː2015-16[7]e 2016-17[13]
- Supercopa Brasileira de Voleibolː2015,[6] 2016[12] e 2017[20]
- Campeonato Carioca:2015[6] e 2017[22]
- Campeonato Carioca:2016[11]

## Prêmios individuais
- 2ª Melhor Ponteira do Campeonato Sul-Americano de Clubes de 2018[21]
- MVP do Campeonato Sul-Americano Juvenil de 2014[24]
- MVP do Campeonato Sul-Americano Infantil de 2011[2]